# Hanna Wallsten
Hanna Wallsten född 1973, är en svensk författare och journalist bosatt i Bagarmossen, Stockholm. Wallstens böcker ges ut på Normal förlag.
Wallstens första roman, I närheten av solen, kom ut 2005. Boken är en komma ut-roman och relationsdrama. Året efter, 2006 släppte hon Vi skulle älska om vi bara kunde, också den en relationsroman. Wallstens senaste bok, I hennes våld är den första roman som tar upp problematiken med våld i samkönade relationer och släpptes 2009.
Hanna bor i Bagarmossen i Stockholm tillsammans med sin fru och deras två barn. När hon inte skriver arbetar hon som frilansjournalist och busschaufför.